# Station Turek
Station Turek is een spoorwegstation in de Poolse plaats Turek.